# Hodžovo námestie

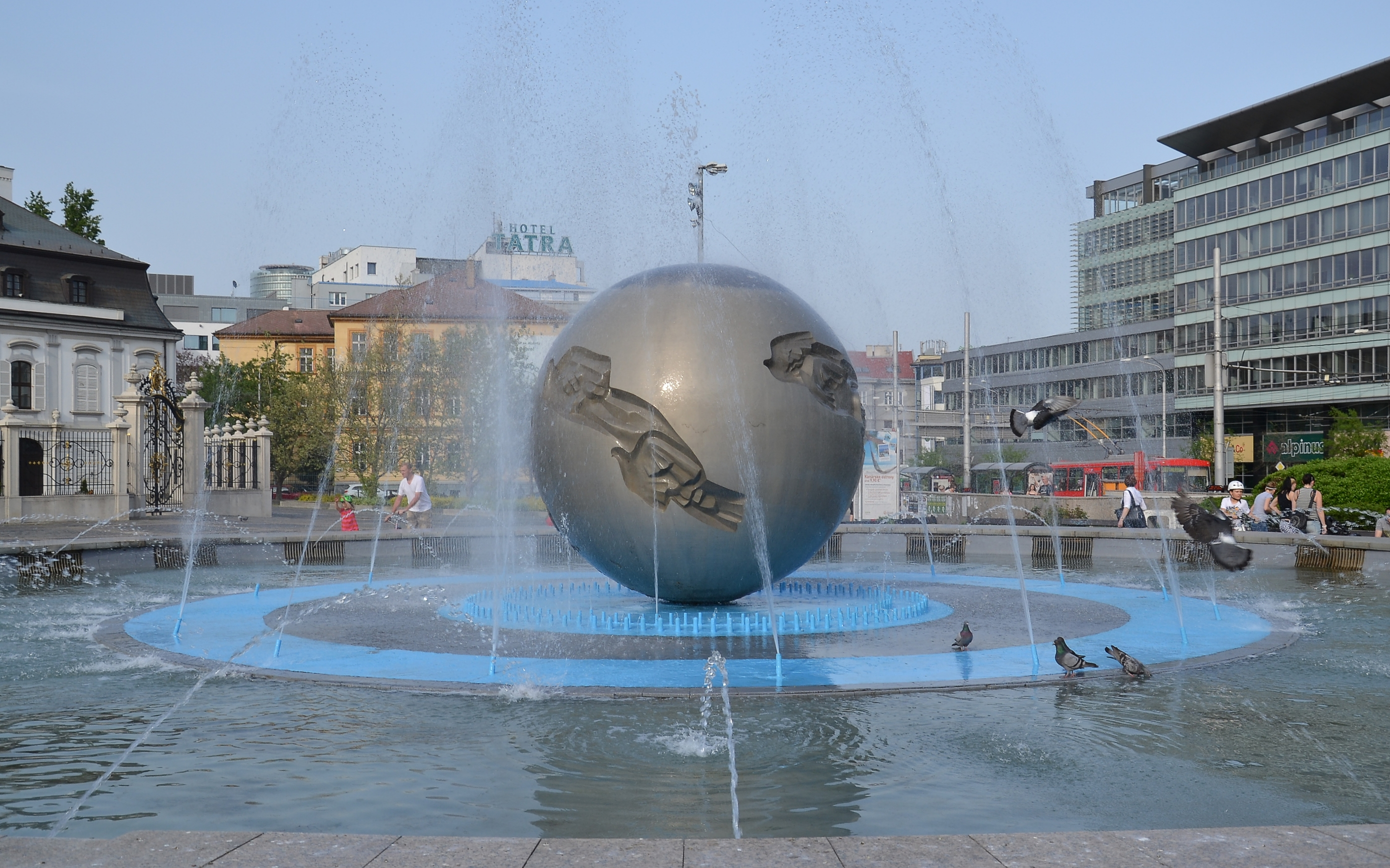
Fontäne vor dem Präsidentenpalais

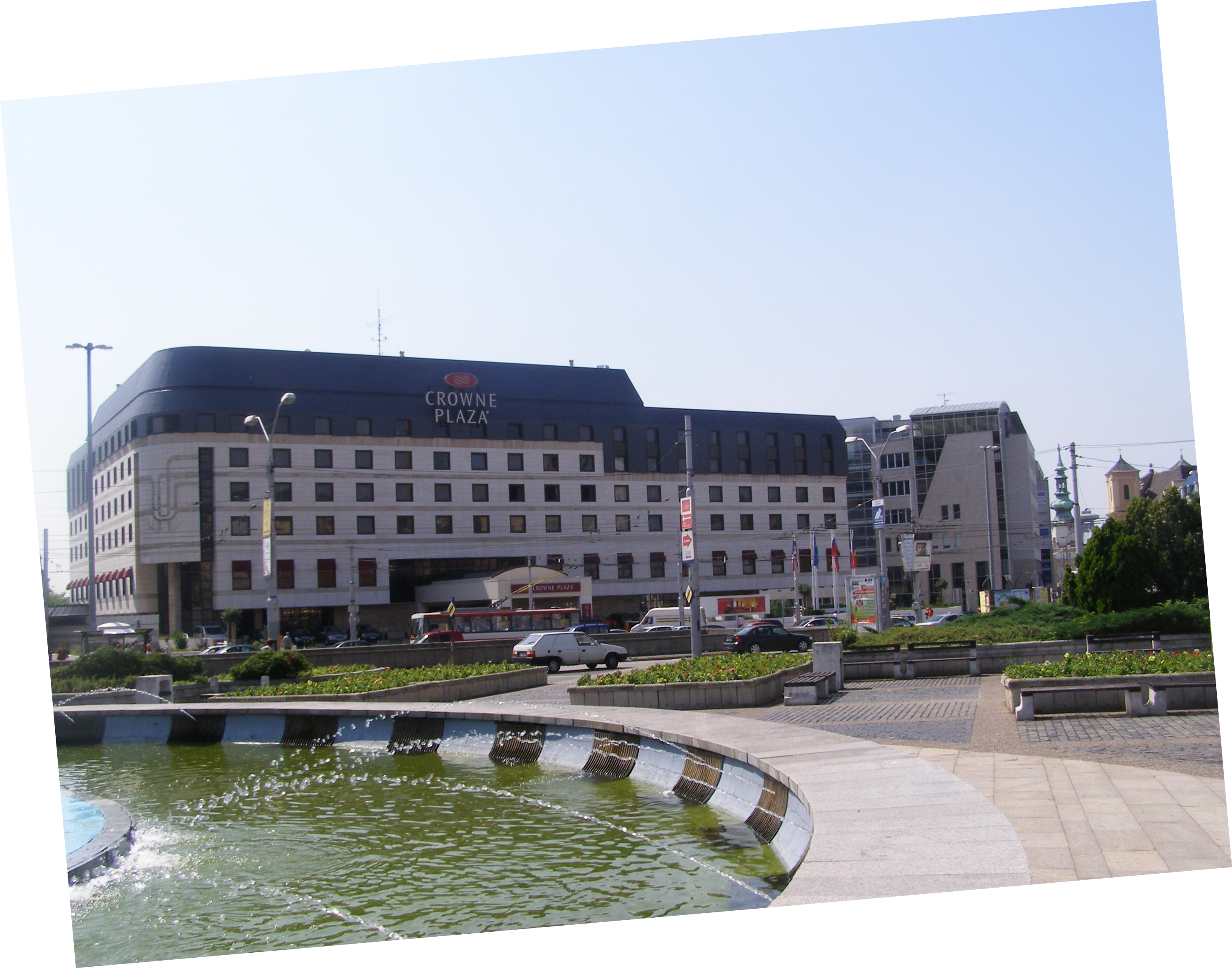
Postmodernes Gebäude des Hotels Crowne Plaza

Hodžovo námestie (deutsch wörtlich „Hodža-Platz“, in der Umgangssprache Hodžko) ist ein Platz in der slowakischen Hauptstadt Bratislava. Er ist bekannt für seine Lage gleich neben dem Palais Grassalkovich, dem Sitz des Präsidenten der Slowakei, daher passieren fast alle ausländische Staatsbesuche den Platz. Vor dem Palais befindet sich die Fontána mieru (Friedensfontäne), ein Werk des Architekten Tibor Bártfay. Weitere erwähnenswerte Gebäude um den Platz herum sind das Hotel Crowne Plaza (vormaliges Hotel Forum), ein im Jahr 1989 eröffnetes postmodernes Hotel, das Mehrzweckzentrum Tatracentrum (2001) sowie das administrative Mehrzweckgebäude Astoria Palace (2008).
Der Platz wird mit weiteren Straßen in der Altstadt über eine renovierte, ursprünglich 1970 eröffnete Unterführung verbunden. Diese trägt seit dem 1. Juni 2021 den offiziellen Namen Podchod študentov 16. novembra 1989 (wörtlich Unterführung der Studenten des 16. November 1989), die die Studentendemonstration am Vorabend der Samtenen Revolution erinnern soll. Weitere vom Platz ausgehende Straßen sind die Staromestská Richtung Brücke des Slowakischen Nationalaufstandes und Petržalka, Palisády Richtung Burg und Nationalrat, Štefánikova Richtung Hauptbahnhof und Lamač sowie Námestie 1. mája Richtung Rača.
Der Platz ist nach dem slowakischen Schriftsteller Michal Miloslav Hodža (1811–1870) benannt. In der Zeit des Sozialismus hieß er Mierové námestie (Friedensplatz), daher wird er in der Umgangssprache älterer Bratislavaer noch Mierko genannt. Zur Zeit der Donaumonarchie hieß der Platz Grassalkovich-Platz (ab 1880), vorher trug er Namen wie Holzplatz (nach einem Holzlager) und bis 1879 Kohlmarkt.
Der Platz ist ein wichtiger Knoten des Bratislavaer ÖPNV-Netzes (Omnibus- und Trolleybuslinien).